# الإثنين الأخضر

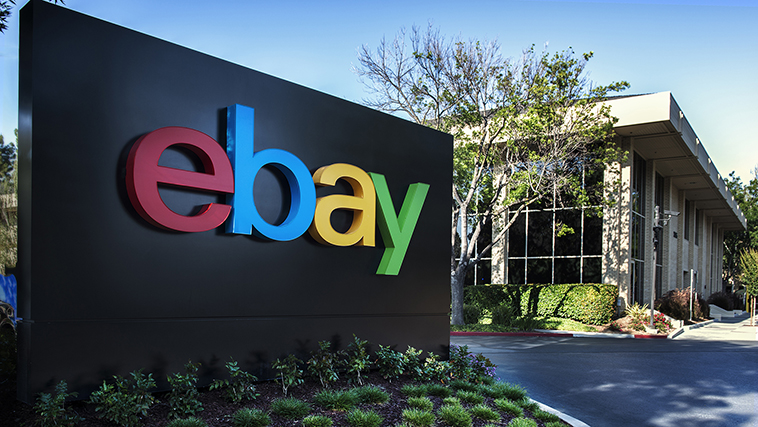
تصِلُ خصومات مَوقِع إيباي إلى ما يقارب ال10% على مختلف البضائع، أو يتم تقديم بضائع مجانية إذا قام المستهلك بشراءِ سلعة معينة في يومِ الإثنين الأخضر.

تَصِلُ خُصومات موقع أمازون التجاري في يَومِ الإثنين الأخضر إلى ما يُقارب ال 30% على الأحذية والملابِس والساعات وغيرها من البضائِع المختلفة.

يومُ الإثنينِ الأخْضَر (الإنجليزية: Green Monday): هو أكبر يَوم للتسوق عبرَ الإنترنِتْ، وهو الإثْنَينْ الثَاني مِن شَهرِ ديسمير (كانون الأول) كُلَّ عام، وصاغَتُهُ لأوَلِ مَرة شَرِكَة إيباي (بالإنجليزية: eBay)‏ في عامِ 2007 استناداً إلى بَعضِ البَيانات التاريخِية التي أثْبَتَتْ بأن هذا اليَوم كانَ مِن أكثَرِ الأيام التي يُبَاعُ فيها على مدارِ السنة. عادة ما يقعُ يوم الاثنين الأخْضَر بعدَ أسبوعَين مِن يوم اثنين الإنترنت وقبلِ 10 أيام على الأقل مِن عيد الميلاد. حيثُ أشارَ جون لال مُؤسسْ BeFruga l: «نظرًا لاحتضان المُستهلكين للتَسوقْ عَبرَ الإنترنت، تمَ إجراءْ المزيد من عمليات الشراء في يَومِ الاثْنَين الأخْضَرْ خِلال السنواتِ الأخيرة»، حيثُ وصَلت مبيعات يومْ الاثنَين الأخْضر في عامِ 2016 عبر الإنترنت إلى 1.62 مليار دولار غير مسبوق.
يعدُ يومُ الإثنَينْ الأخضَرْ أحَد الأيام الأكْثَر جاذبية لجيل الألفِية الذين ولدو بينَ مُنتصفِ الثمانينيات كأقصى حَد إلى مُنتصف التسعينات، لِما يَتمتعونَ بِه من سلوكيات شِرائية، فَهُم يقومونَ على شِراءِ هدايا الأعياد عن طريقِ التسوق عبرَ الإنترنِت، حيثُ يَعتمد نجاح يوم الإثْنَين الأخْضَر على إدراكِ المستهلكين بأنهُم لا يملكونَ الوقت الكافي لشراءِ هدايا عيد الميلاد وشحنها في الوقت المُناسب، مما يدفعُ المستهلكين لشراءِ هدايا عيد الميلاد إلكترونياً، حيثُ يتزايد عدد الصفقات في يَومِ الإثنين الأخْضَر إمتداداً ليَومِ الجمعة السَوداءْ وإثنين الإنترنت، وتُشير بَعضُ المصادر بأن يوم الإثنين الأخْضَر هو أكثرُ الأيامِ إزدحاماً في المتاجِرِ الإلكترونية في الولاياتِ المتحدة.
أعْلَنَ مَوقع أمازون (بالإنجليزية: Amazon)‏ التجاري في عامِ 2015 عن خُصوماتِ يوم الإثنين الأخْضَر مُشيراً بأن يوم الإثنين الأخْضَر في عام 2014 كانَ ناجحاً، حيثُ تَضمنَ الإعلان المحتوى الآتي «شُكراً لِزيارتكم، يَوم الإثنين الأخْضر في عام 2014 كانَ ممتعاً جداً! عُد في العامِ المُقبل للعثورِ على صفقاتٍ رائعة على منتجاتِكَ المفضلة عبر موقع أمازون، لن ترغب في تفويتِ المُدخرات الرائعة التي ستجدُها هُنا دونَ الحاجة إلى الانتظارِ في طوابيرٍ طويلةٍ، نأملُ أن نعودَ إليك بعد أسبوع صفقات يوم اثنين الإنترنت حتى تتمكن من الاستمتاعِ بجميع صفقات الإثنين الأخْضَر الرائعة التي يقدمها موقع أمازون، سواء كنت تبحث عن السُترة المثالية أو جهاز تلفاز جديد، لا تفوت أفضل الصفقات والخُصومات خلال يوم الإثنين الأخْضَر لعام 2015، ستصبح على دراية بالمبيعات الجديدة، القسائم والترقيات، أُعثر على أفضل عروض يوم الإثنين الأخْضَر بما في ذلك صفقات اللعب، والعروض الخاصة للاشتراكِ في الكتبِ والمجلاتِ والأسعار المنخفضةِ على الأقراصِ المدمجةِ والصفقاتِ العصريةِ على المجوهراتِ والأحذيةِ والملابسِ والمزيد».

## التاريخ السنَوي
| العام | اليوم، شهر كانون الأول، الإثنين الثاني |
| ----- | -------------------------------------- |
| 2007  | اليوم العاشر من كانون الأول            |
| 2008  | اليوم الثامن من كانون الأول            |
| 2009  | اليوم الرابع عشر من كانون الأول        |
| 2010  | اليوم الثالث عشر من كانون الأول        |
| 2011  | اليوم الثاني عشر من كانون الأول        |
| 2012  | اليوم العاشر من كانون الأول            |
| 2013  | اليوم التاسع من كانون الأول            |
| 2014  | اليوم الثامن من كانون الأول            |
| 2015  | اليوم السابع من كانون الأول            |
| 2016  | اليوم الخامس من كانون الأول            |
| 2017  | اليوم الحادي عشر من كانون الأول        |
| 2018  | اليوم العاشر من كانون الأول            |
| 2019  | اليوم التاسع من كانون الأول            |
| 2020  | اليوم الرابع عشر من كانون الأول        |
| 2021  | اليوم الثالث عشر من كانون الأول        |
| 2022  | اليوم الثاني عشر من كانون الأول        |
| 2023  | اليوم الحادي عشر من كانون الأول        |
| 2024  | اليوم التاسع من كانون الأول            |
| 2025  | اليوم الثامن من كانون الأول            |